# 岡本雨
岡本 雨（おかもと あめ、1964年（昭和39年） - ）は、日本の著作家、編集者、アマヤドリブックス代表。
フードトラベラー。調理師。台所でよむ村上春樹の会代表世話人。

## 経歴
東京都府中市生まれ、国立市育ち。神奈川県逗子市在住。テンプル大学教養学部卒業。

## 著作
- 村上レシピ 飛鳥新社　2001年
- 村上レシピ 　プレミアム　飛鳥新社　2001年
- 村上レシピ バリューセット　飛鳥新社　2001年
- 村上レシピ　ゴマ文庫/ 飛鳥新社　2008年
- 厳選 村上レシピ　青春出版社　2012年

## 編著作
- 闘魂レシピ 飛鳥新社　2002年
- 渡る世間は鬼ばかりレシピ　中華「幸楽」飛鳥新社　2002年
- 渡る世間は鬼ばかりレシピ　お食事処「おかくら」飛鳥新社　2002年

## 台所でよむ村上春樹の会
村上春樹の作品を、そこに描かれた料理の視点から楽しむために2000年に設立された読書会。2001年、村上作品に描かれた様々な料理をレシピ化した『村上レシピ』を発表。同書は台湾、韓国でも翻訳刊行された。